# Општина Барканешти (Прахова)
Барканешти (рум. Bărcăneşti) општина је у Румунији у округу Прахова.
Oпштина се налази на надморској висини од 119 m.